# Eudarcia servilis
Eudarcia servilis är en fjärilsart som beskrevs av Edward Meyrick 1914. Eudarcia servilis ingår i släktet Eudarcia och familjen äkta malar. Inga underarter finns listade i Catalogue of Life.